# Anséric II. von Montréal
Anséric II. von Montréal († 1191 vor Akkon) war ein Burgherr von Montréal (Haus Chacenay) in der Bourgogne. Er war der älteste Sohn des Anséric I. von Montréal († 1170) und der Adelheid von Pleurs.
Während Anséric beim Tod des Vaters in der Herrschaft auf Montréal nachfolgen konnte, übernahm sein jüngerer Bruder Johann I. die Burg von Arcis-sur-Aube in der Champagne. Beide Brüder sind erstmals in einer Urkunde ihres Vaters aus dem Jahr 1164 belegt. Von Herzog Hugo III. von Burgund wurde Anséric mit dem Amt des herzoglichen Seneschalls betraut. Beide Brüder bekundeten 1189 ihre Teilnahme zum dritten Kreuzzug. Wahrscheinlich zogen die beiden nicht mit ihrem Vetter Erhard I. von Chacenay im Vorauskommando der französischen Kreuzritter im Sommer 1190 nach Outremer, sondern gehörten dem Gefolge des Herzogs von Burgund an, der mit König Philipp II. August 1191 das Lager vor Akkon erreichte. Anséric II., wie auch sein Bruder und sein Cousin, starb im Verlauf der Belagerung von Akkon 1191. Dem zweifelhaften Bericht eines englischen Chronisten nach gestand Anséric auf seinem Sterbelager, zusammen mit seinem Neffen Guido II. von Dampierre, dem Bischof Philipp von Beauvais, dessen Bruder Robert II. von Dreux, Landgraf Ludwig III. von Thüringen und Graf Otto I. von Geldern eine hohe Bestechungssumme von Saladin entgegengenommen und im Gegenzug während der Belagerung die Kämpfe ruhen gelassen zu haben.
Verheiratet war Anséric II. mit Sibylle von Burgund († nach 1197), einer Cousine von Herzog Hugo III. von Burgund, die erstmals 1170 als seine Frau bezeugt ist. Sie hatten mehrere Kinder, darunter:
- Anséric III. († um 1236), Herr von Montréal.
- Jean, Herr von Tart.
- André, Herr von Marmeaux.
- Hugues († 1232), Bischof von Langres.

## Weblink
- SEIGNEURS de MONTRÉAL bei fmg.ac

| Personendaten    | Personendaten            |
| ---------------- | ------------------------ |
| NAME             | Anséric II. von Montréal |
| ALTERNATIVNAMEN  | Anséric de Montréal      |
| KURZBESCHREIBUNG | Herr von Montréal        |
| GEBURTSDATUM     | 12. Jahrhundert          |
| STERBEDATUM      | 1191                     |
| STERBEORT        | Akkon                    |